# Bodeneț, Vrața
Bodeneț (în bulgară Боденец) este un sat în comuna Mezdra, regiunea Vrața,  Bulgaria. 

## Demografie
Componența etnică a satului Bodeneț
     Bulgari (97,19%)
     Nicio identificare (2,8%)
     Altele (0,52%)
La recensământul din 2011, populația satului Bodeneț era de 570 locuitori. Din punct de vedere etnic, majoritatea locuitorilor (97,19%) erau bulgari. Pentru 2,8% din locuitori nu este cunoscută apartenența etnică.